# Taishō-ku
Pour les articles homonymes, voir Taishō.
Taishō (大正区, Taishō-ku) est un des vingt-quatre arrondissements de la ville d'Osaka, au Japon.
Il a une superficie de 9,43 km2 et, au 1er mai 2015, une population de 65 974 habitants (ce qui fait une densité de population de 7 000 h/km2). On le surnomme parfois « Little Okinawa » (リトル沖縄). L'arrondissement est entouré de canaux. Son nom vient du Pont Taishō, un pont construit lors de l'ère Taishō.

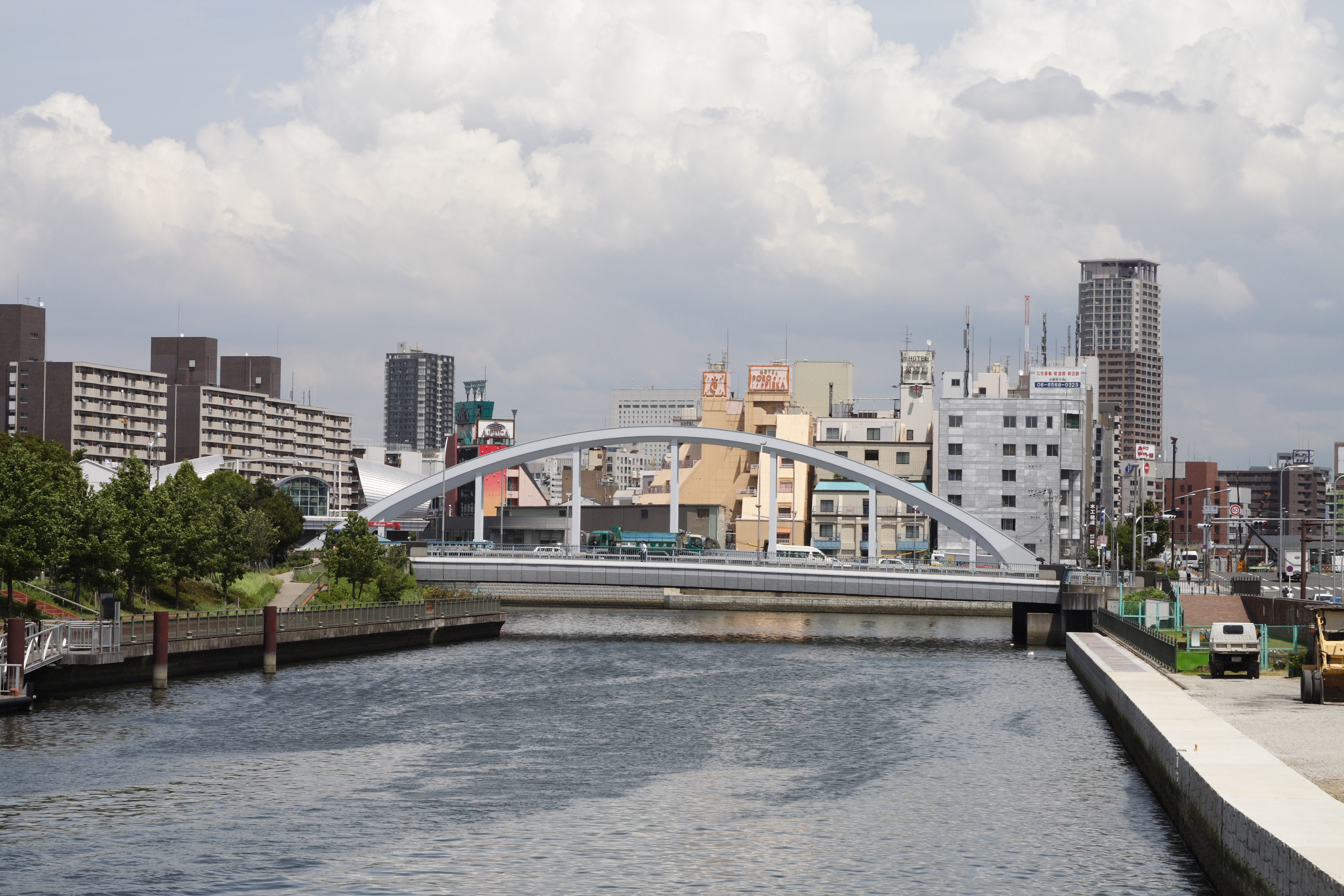
Pont Iwamatsu.

## Transports publics
L'arrondissement est desservi par la ligne circulaire d'Osaka et la ligne de métro Nagahori Tsurumi-ryokuchi, ainsi que par des lignes de bus municipal. Il existe aussi des lignes de ferry municipal.

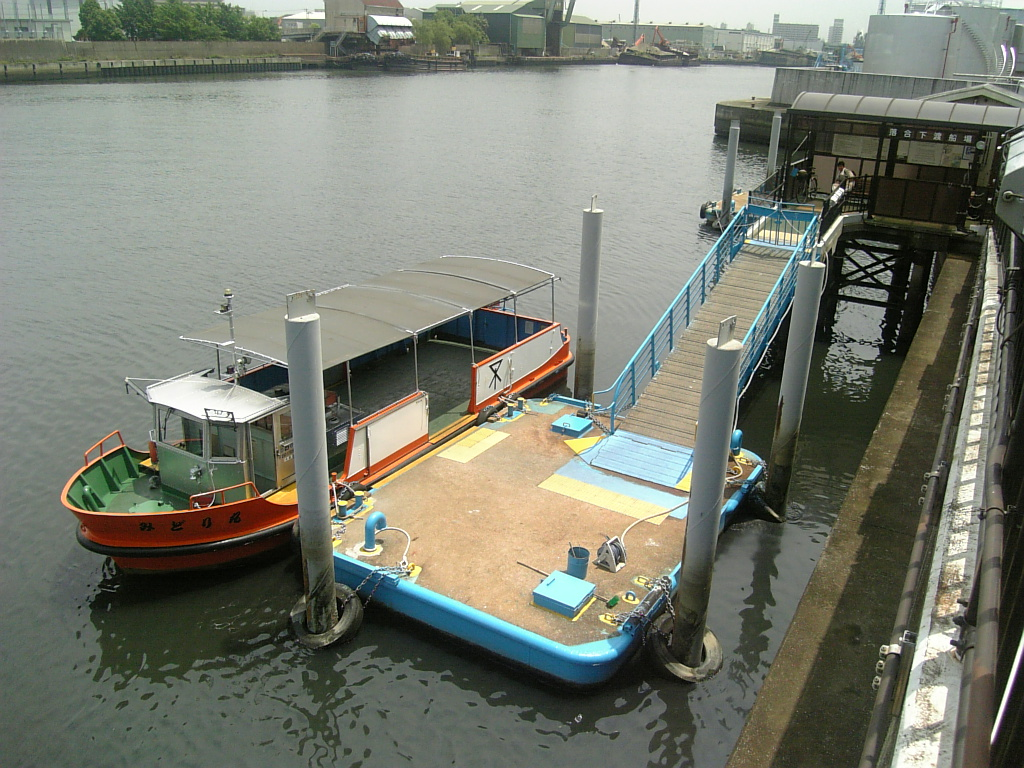
Ferry municipal d'Osaka.

## Bâtiments et structures notables
- Pont Chitose
- IKEA Tsuruhama[4]

## Célébrités nées dans l'arrondissement
- Tomoka Shibasaki (née en 1973)
- Kōji Gushiken (né en 1956)
- Eiji Morioka (1946-2004)